# Riek Lotgering-Hillebrand
Hendrikje Roelofje (Riek) Lotgering-Hillebrand (Meppel, 22 maart 1892 – Amsterdam, 1 maart 1984) was een Nederlandse voedingsdeskundige.
Hillebrand werd geboren als dochter van reizend koopman Gerhard Hillebrand en Geertruij Maris. Ze haalde in 1912 aan de Amsterdamsche Nieuwe Huishoudschool het diploma lerares. Vervolgens was ze voorlichtster bij de Maatschappij tot Nut van 't Algemeen, en van 1921 tot 1938 lerares voedingsleer aan de Amsterdamsche Nieuwe Huishoudschool. Vanaf 1938 werkte ze als voorlichtster bij Unilever.
Ze verwierf grote bekendheid met huishoud- en kookonderricht voor huisvrouwen, schreef kookboeken en bewerkte het klassieke Kookboek van de Amsterdamsche Huishoudschool na het overlijden van Cornelia Wannée. Ze had vanaf 27 november 1930 tot 1967 een programma over koken (Halfuurtje voor de vrouw) voor de AVRO-radio.

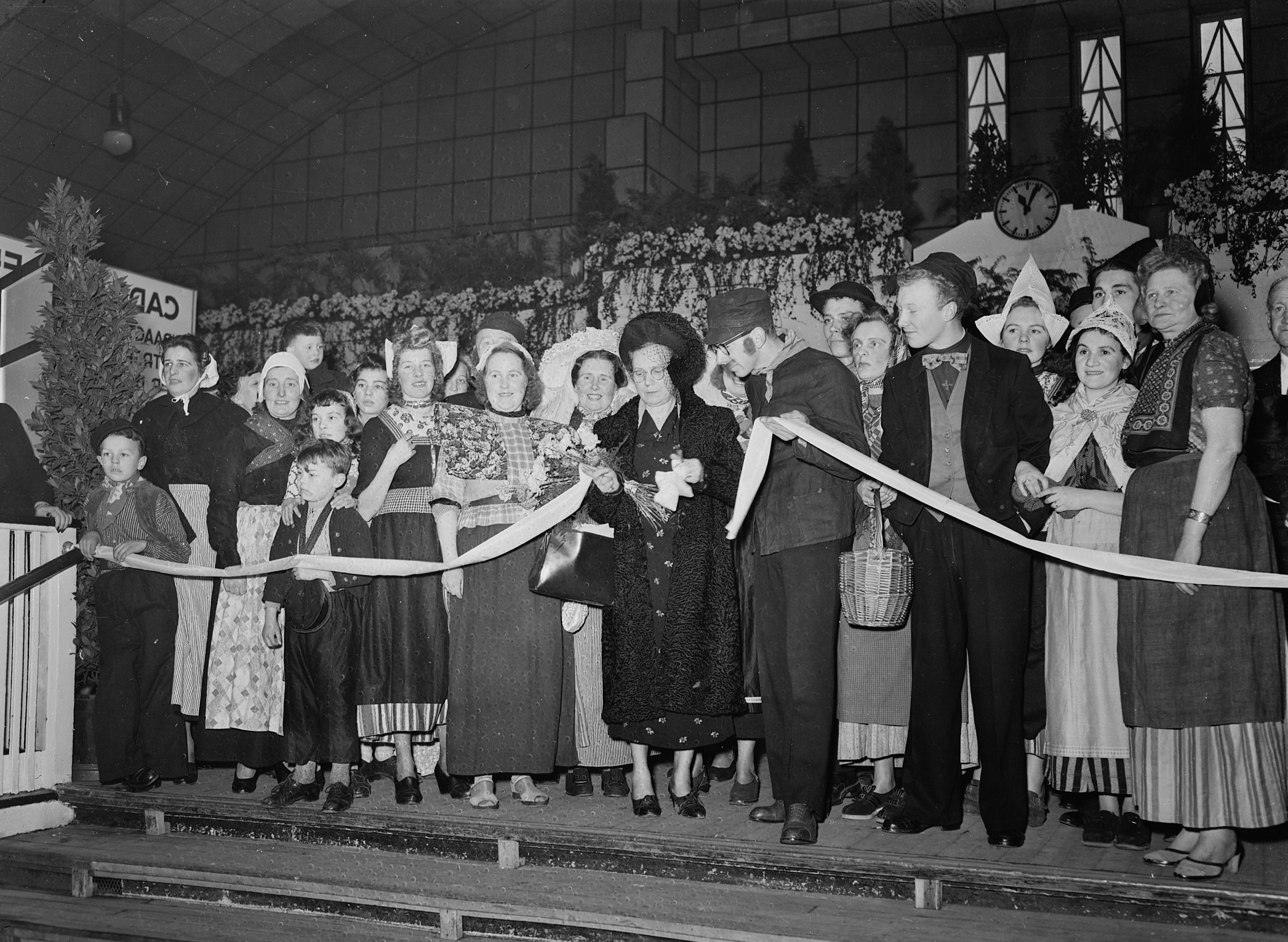
Opening van de damesbeurs in de RAI door Lotgering - Hilderbrand in 1949

Tijdens de Tweede Wereldoorlog weigerde ze voor de omroep te werken. Ze werd in 1941 samen met haar man Jacobus Lotgering (1886–1943) opgepakt wegens illegaal werk. Ze maakte deel uit van de Stijkelgroep. Lotgering-Hillebrand zat vier jaar in Duitse gevangenschap, maar overleefde de oorlog; haar man werd in 1943 in Berlijn gefusilleerd. Ze overleed op 92-jarige leeftijd kinderloos te Amsterdam.